# Identificador de ingrediente único
El Identificador de ingrediente único (en inglés UNique Ingredient Identifier 
o por sus siglas UNII) es un identificador no-propietario, libre, único e inequívoco, no semántico y alfanumérico vinculado a la estructura molecular de una sustancia o la información descriptiva por el Sistema de Registro de Sustancias (Substance Registration System) de la Administración de Alimentos y Medicamentos (FDA). Un UNII siempre tiene diez caracteres de longitud, y se genera al azar, para que no contenga ninguna información inherente sobre el tiempo de entrada o el tipo de sustancia.
El SRS es usado para generar identificadores permanentes y únicos para las sustancias en productos regulados, tales como ingredientes de medicamentos. El sistema utiliza la estructura molecular y la información descriptiva para definir una sustancia y generar un UNII. El principal medio para la definición de una sustancia es por su estructura molecular representada en un plano bidimensional. Cuando una estructura molecular no está disponible (por ejemplo, productos botánicos), el UNII se define a partir de la información descriptiva.
El procedimiento y manejo del SRS es proporcionado por el Consejo SRS, que incluye expertos de la FDA y el United States Pharmacopeia (USP).

## Ejemplos
| Término preferido | UNII       |
| ----------------- | ---------- |
| Testosterona      | 3XMK78S47O |
| Metadona          | UC6VBE7V1Z |
| Agua              | 059QF0KO0R |